# Návrat muže z bažin
Návrat muže z bažin (v anglickém originále The Return of Swamp Thing) je americký hororový film z roku 1989, který natočil Jim Wynorski. Snímek vychází z komiksů o mutantovi Swamp Thing, vydávaných vydavatelstvím DC Comics, zároveň je také sequelem filmu Msta příchozího z močálu. V USA byl snímek do kin uveden 12. května 1989, tržby zde dosáhly 193 tisíc dolarů.
V letech 1990–1993 byl vysílán odvozený televizní seriál Swamp Thing.

## Příběh
Po záhadné smrti své matky se Abby Arcaneová vydá do floridského sídla svého nevlastního otce, umístěného uprostřed močálů. Doktor Arcane, ďábelský vědec, který zemřel a následně byl vzkříšen, se zde se svými kolegy snaží pomocí kombinací genů bažinných rostlin a zvířat vytvořit přípravek proti účinkům stárnutí. Zároveň si svými nevydařenými pokusy vytváří i armádu příšer. Když chce pro své genetické experimenty využít i Abby, dívku začne chránit Bažináč, mutant z močálů a velký Arcaneův nepřítel.

## Obsazení
- Louis Jourdan jako doktor Anton Arcane
- Heather Locklear jako Abigail „Abby“ Arcaneová
- Sarah Douglas jako doktorka Lana Zurrellová
- Joey Sagal jako Gunn
- Ace Mask jako doktor Rochelle
- Dick Durock jako Bažináč (v originále Swamp Thing)